# Генрі Пембертон
Генрі Пембертон (1694—1771) — англійський лікар, письменник і філософ. Він вивчав медицину в Лейденському університеті в Нідерландах та працював лікарем в Лондоні. Пембертон був відомий своїми медичними дослідженнями та літературними творами. Він також вивчав філософію та науку, і був автором декількох наукових праць, включаючи «A View of Sir Isaac Newton's Philosophy» (1733), у якій він розглядав філософію та науку Ісаака Ньютона.
Пембертон також був відомий своєю роботою у галузі хімії та фізики, а також як автор багатьох наукових статей та есе. Він активно співпрацював з видатними вченими свого часу та був учасником Лондонського королівського товариства. Генрі Пембертон залишив значний слід у історії науки та літератури свого часу.